# Jacques Marinelli
Jacques Marinelli   (Le Blanc-Mesnil, 15 de desembre de 1925 - Le Mée-sur-Seine, 3 de juliol de 2025) fou un ciclista francès, professional entre 1948 i 1955. En el seu palmarès destaquen dues etapes del Critèrium del Dauphiné Libéré de 1950, però és més recordat per la seva actuació al Tour de França de 1949, que finalitzà en tercera posició i en la què vestí el mallot groc durant sis etapes. Aquell any fou el primer ciclista a mantenir una crònica quotidiana al diari L'Équipe sobre la seva experiència al Tour de França. El resultat fou molt positiu i les cròniques provocaren rècords de venda pel diari.
Una vegada retirat va obrir una botiga de bicicletes i després una botiga d'electrodomèstics a Melun. El març de 1989 va ser elegit alcalde de Melun pel Reagrupament per la República. Va ser reelegit el juny de 1995 i el març de 2001. La seva última elecció va ser invalidada pel Consell d'Estat el 29 de juliol de 2002. Va ser declarat inelegible durant un any, fet que va posar fi a la seva carrera política. També va ser president de la Comunitat d'aglomeració Melun Val de Seine.

## Palmarès
- 1950
  - Vencedor de 2 etapes del Critèrium del Dauphiné Libéré
  - 1r a la París-Montceau-les-Mines
- 1954
  - 1r a la París-Montceau-les-Mines

### Resultats al Tour de França
- 1948. Abandona (12a etapa)
- 1949. 3r de la classificació general. Porta el mallot groc durant 6 dies
- 1950. Abandona (7a etapa)
- 1951. Abandona (21a etapa)
- 1952. 31è de la classificació general
- 1954. Abandona (5a etapa)

### Resultats al Giro d'Itàlia
- 1951. 71è de la classificació general